# Cidade Tiradentes

Cidade Tiradentes est un district de la municipalité de São Paulo, dans l'État de São Paulo, au Brésil. Il est situé à l'extrémité est de la municipalité, à 35 kilomètres de Praça da Sé.

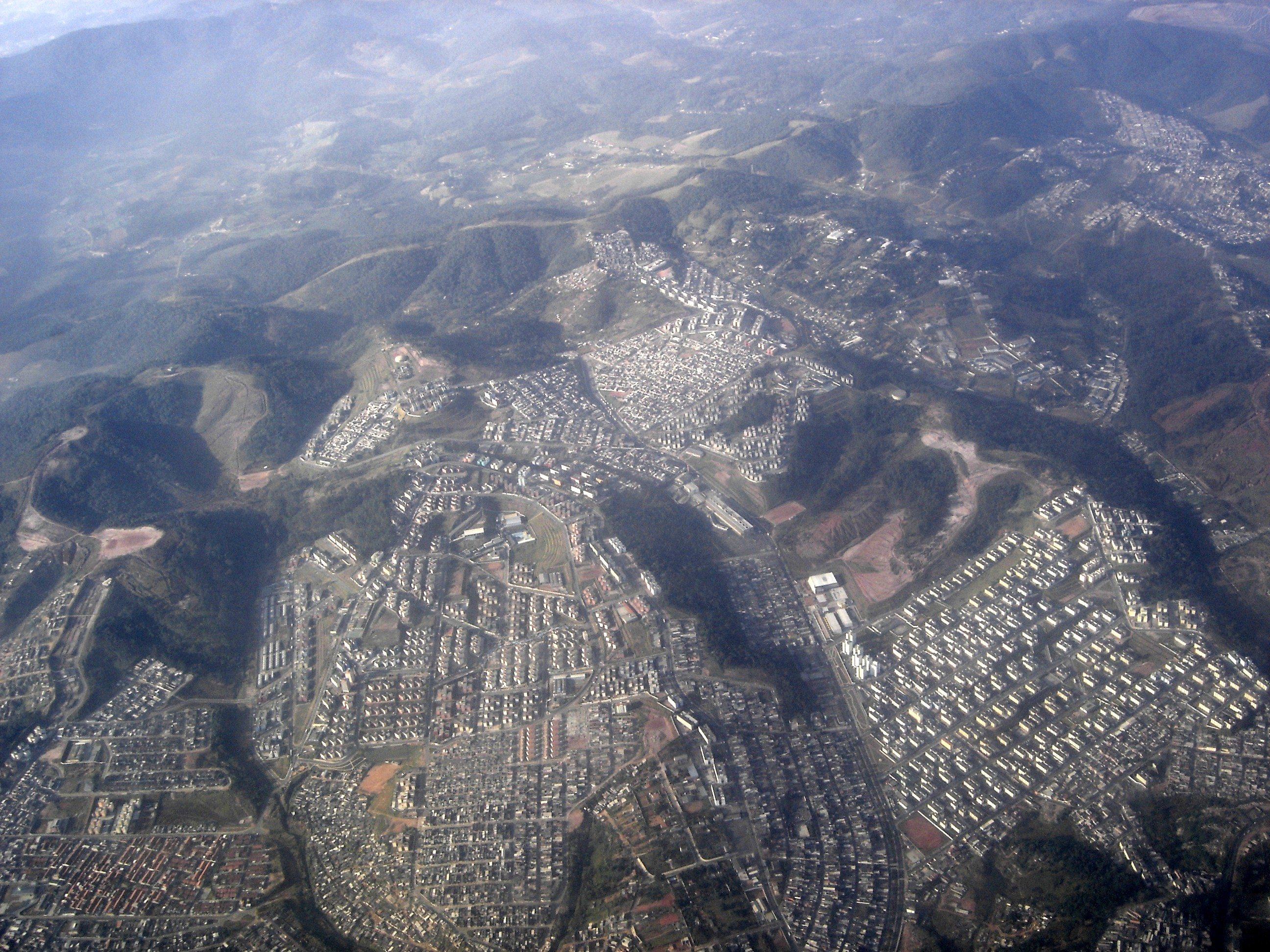
Vue aérienne du district.

## Profil
Cidade Tiradentes compte plus de 40 000 logements, la plupart construits dans les années 1980 par la Companhia Metropolitana de Habitação de São Paulo (Cohab), la Companhia de Desenvolvimento Habitacional e Urbano do Estado de São Paulo et par de grandes entreprises de constructions, qui ont même profité du dernier grand financement de la Banco Nacional da Habitação, avant sa fermeture.
Le quartier a été planifié comme un grand ensemble périphérique et monofonctionnel de type dortoir, pour le déplacement des populations touchées par les travaux publics, comme cela s'est produit avec Cidade de Deus, à Rio de Janeiro.

## Histoire

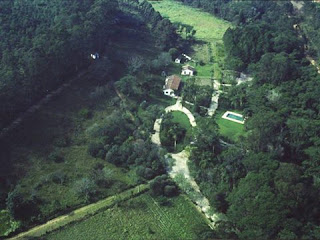
Ferme Santa Etelvina

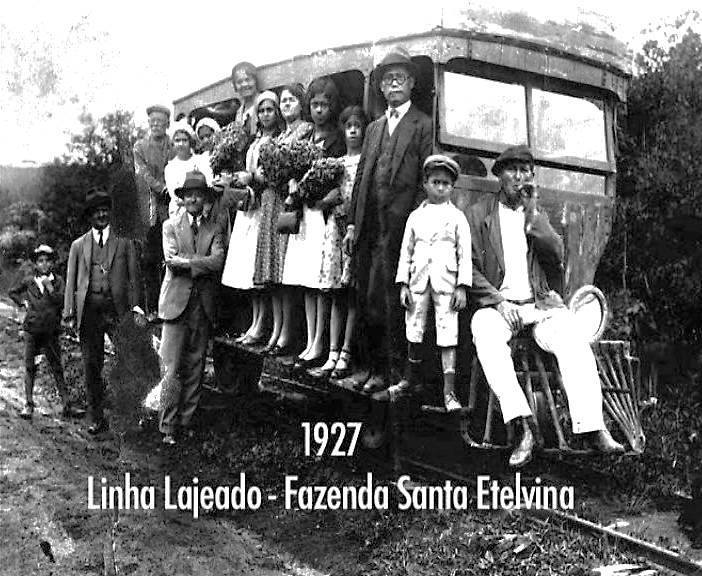
Tramway de la Fazenda Santa Etelvina

À la fin des années 1970, le pouvoir public entame le processus d'acquisition d'un terrain situé dans la région, connu sous le nom de Fazenda Santa Etelvina, sous la pression des mouvements populaires pour le logement, couvrant 15 km². La zone, alors composée de forêt atlantique, d'eucalyptus, de lacs, de ruisseaux, de sources et de poteries artisanales familiales, a commencé à être occupée par des projets d'habitation par Cohab (Housing Company). Des bâtiments résidentiels ont commencé à être construits, modifiant le paysage. L'endroit a commencé à être habité par d'énormes contingents de familles, qui attendaient en ligne pour leurs propres maisons des sociétés de logement, venant de quartiers tels que Casa Verde, Limão, Vila Prudente, Ipiranga, Vila Formosa, Bixiga et Jabaquara.
En plus de l'immensité des projets de logement, qui sont devenus prédominants dans la région, environ 160 000 personnes composent la soi-disant « ville formelle » ; il y a aussi la « ville informelle », formée de bidonvilles et de lotissements clandestins et irréguliers, installés dans des zones privées et habitées par environ 60 000 personnes.
Cidade Tiradentes a donc une population estimée à 220 mille habitants qui sont, en quelque sorte, séparés par deux niveaux de pauvreté : il y a 71 établissements dans la ville formelle et 3 dans l'informel ; le revenu moyen du chef de famille varie de 500 à 1 200 reais dans la ville formelle et de 200 à 500 dans l'informel ; l'analphabétisme varie de 0 à 10% dans la ville formelle, tandis que dans l'informel le taux se situe entre 10 et 20%.
Les espaces occupés par la population de la ville informelle sont des vides laissés dans la construction des bâtiments Cohab ; les occupations en périphérie des ensembles, mais aussi l'expansion de l'agglomération.
L'identité des habitants de Cidade Tiradentes est directement liée au processus de constitution du quartier, réalisé sans planification prenant en compte les besoins fondamentaux de la population. De nombreuses personnes sont venues à Cidade Tiradentes à la recherche de réaliser leur rêve de posséder une maison, même si la plupart d'entre elles ont déménagé à contrecœur, en l'absence d'une autre option de logement. Le fait qu'ils n'aient pas trouvé, sur place, une infrastructure adéquate à leurs besoins, et que la région offre peu d'opportunités d'emploi, les a amenés à considérer Cidade Tiradentes comme un quartier dortoir et de transit et non comme une destination.

### Fin des années 70 et début des années 80
À la fin des années 1970, les pouvoirs publics entament le processus d'acquisition de terrains situés dans la région, couvrant une superficie de 15km². Dès lors, la zone commence à être occupée par des immeubles d'habitation et des maisons (embryons), modifiant ainsi le paysage. Si aujourd'hui le quartier a encore beaucoup de progrès à faire, à l'époque il avait bien plus de problèmes, par exemple : parce qu'il se trouvait dans une zone qui devait être protégée de l'environnement, au moment de la construction, il y a eu de nombreux glissements de terrain, ce qui a fini par « engloutir » les bâtiments. De plus, même après la remise des clés aux habitants, de nombreuses rues n'avaient pas d'asphalte, pas d'éclairage et pas de canalisations d'égouts, il n'y avait pas d'écoles, de marchés, d'hôpitaux et peu de lignes de bus. Cela signifiait que de nombreux futurs résidents de Cidade Tiradentes, qui voyaient l'opportunité de devenir propriétaires de leur propre maison à cet endroit, sont venus à Cidade Tiradentes à contrecœur, en raison du manque d'options.

### XXIe siècle

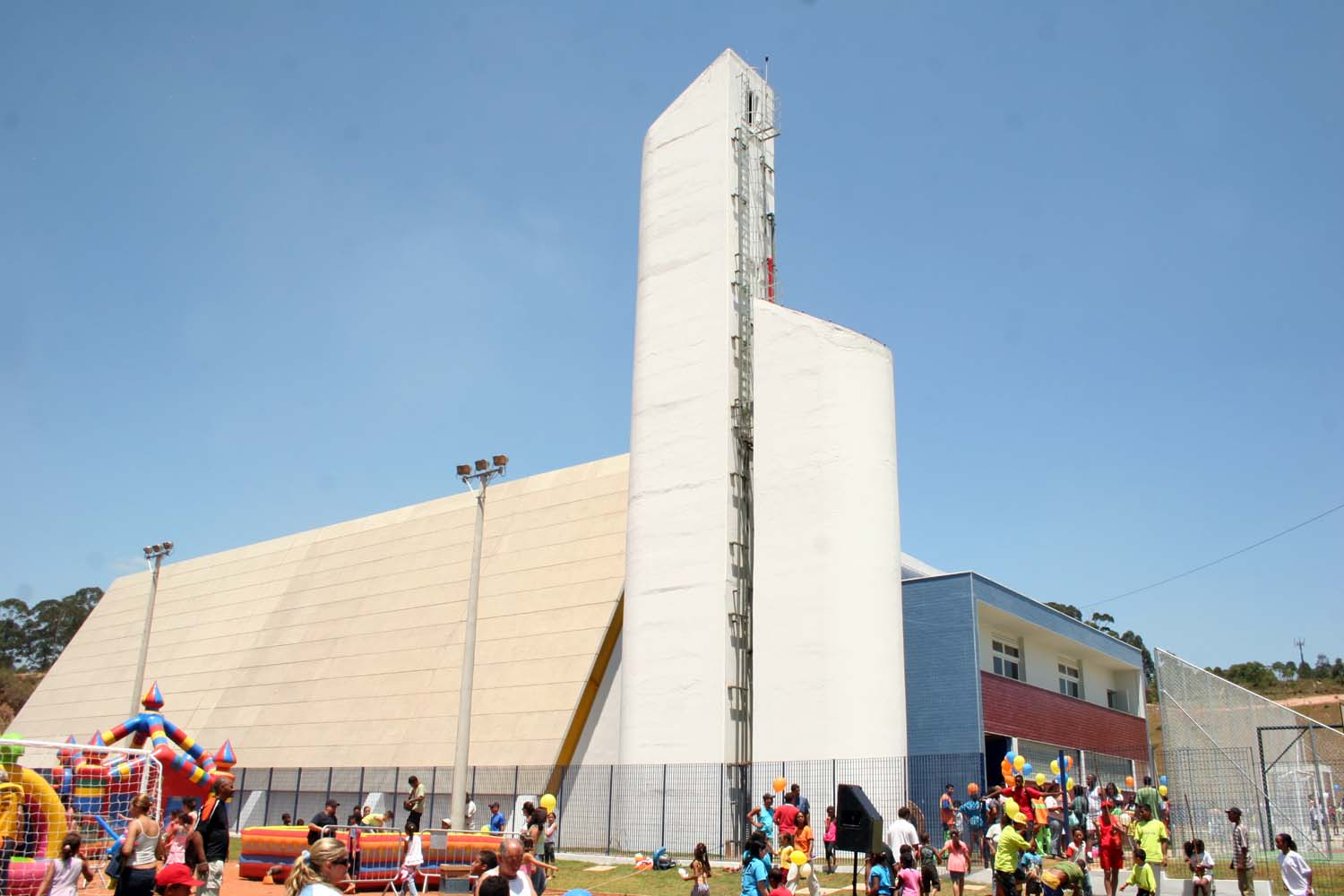
Centre Éducatif Unifié (CEU) à Cidade Tiradentes

Au début du XXIe siècle, le district bénéficie de la construction d'un grand hôpital (l'hôpital municipal Cidade Tiradentes), de deux unités du CEU - Centro Educacional Unificado, construction et revitalisation de places, inauguration d'unités du programme de santé de la famille et construction de l'école technique de santé publique de la Cidade Tiradentes. L'Expresso Tiradentes, qui était une option pour les résidents, a été gelé par la gestion de l'époque en raison de nombreux facteurs, retardant ainsi toute la structure des transports publics. En plus du pavage de plusieurs rues de la région, les trottoirs ont été régularisés et revitalisés, plus d'éclairage public et maintenant avec la construction de l'Expresso Tiradentes, les transports en commun vont beaucoup s'améliorer.

## Accès
Le district est relié par quatre routes : la première est la route d'Iguatemi, qui relie les régions de São Mateus, Itaquera et Guaianases ; la seconde est l'avenue dos Metalúrgicos, dans la zone centrale du quartier, qui concentre les services publics ; le troisième est formé par l'avenue dos Têxteis, qui se dirige en partie vers le fond de la vallée de l'avenue dos Metalúrgicos et vers le fond de la vallée de l'avenue projectée Naylor de Oliveira ; le quatrième axe comprend l'avenue Inácio Monteiro, qui donne accès à la partie orientale du complexe.
Une autre voie importante est l'avenue Sara Kubitschek.
La région compte 25 lignes de bus, dont les principales destinations sont les terminus Parque Dom Pedro II, São Mateus, stations du métro de São Paulo et gares de la Companhia Paulista de Trens Metropolitanos.
Le temps de trajet estimé jusqu'au Centre-ville est d'environ 1h50, mais les habitants du quartier disent qu'il faut jusqu'à deux heures et demie pour faire le trajet.